# Kaufhaus Pleite
Kaufhaus Pleite ist eine US-amerikanische Stummfilmkomödie aus dem Jahr 1926 von William A. Seiter mit Reginald Denny und Blanche Mehaffey in den Hauptrollen. Der Film wurde von Universal Pictures produziert und basiert auf dem Roman Take It from Me von William B. Johnstone und Will R. Anderson.

## Handlung
Tom Eggett verliert mit Hilfe seiner Freunde Dick und Van den letzten Cent seines Erbes, wird aus seiner Wohnung vertrieben und von seiner Verlobten Gwen Forsythe abgewiesen. Ein Nachtrag zum Testament seines Onkels legt jedoch fest, dass er das Kaufhaus Eggett erben soll, vorausgesetzt, er betreibt es drei Monate lang mit Gewinn. 
Cyrus Crabb, der Geschäftsführer des Kaufhauses, ist entschlossen, das Geschäft in seinen Besitz zu bringen. Er sorgt dafür, dass der Kredit des Unternehmens während Toms Amtszeit gestrichen wird, obwohl Grace Gordon, eine Stenografin, Beweise für seine Niedertracht hat. Tom findet Gefallen an Grace und stellt sie als seine Sekretärin ein, obwohl Gwen sie warnt, dass er ihr Verlobter ist. Als das Geschäft große Verluste erleidet, beschließt Tom, durch extravagante Ausgaben wie eine Millionen-Dollar-Modenschau den Bankrott herbeizuführen. Seine Taktik schlägt fehl, aber als ein Mann von seiner Tochter gestohlene Waren zurückgibt, macht das Geschäft einen Gewinn und Tom gewinnt Grace und das Kaufhaus.

## Veröffentlichung
Die Premiere des Films fand am 27. September 1926 statt. 1927 kam er im Deutschen Reich und in Österreich, hier unter den Titeln Durch Liebe zum Sieg und Man hat's nicht leicht, in die Kinos.